# Simony Imre
Simony Imre (Szentkirályszabadja, 1791. február 11. – Balatonhenye, 1851. május 17.) református lelkész.

## Élete
Középiskoláit és a teológiát a reformátusok dunamelléki főiskolájában, Pápán végezte. Tanárai Tóth Ferenc, az egyháztörténetíró, Márton István, a főiskola újjáteremtője, Látzai Szabó József, egyházi író és műfordító, Mokry Benjámin voltak. Mint a legjobb tanuló 1810-ben adminisztrátor, 1811-12-ben pedig senior volt. Tanulmányai végeztével Pápán maradt segédlelkésznek. Innét visszakerült a Balaton mellé. Először a zánkai (Zala megye), utána a litéri hitközség (Veszprém megye) választotta meg lelkészének, mely utóbbi helyen 13 évig maradt. Innét Nemes-Pécselyre (Zala megye) vitték.
A gyakori megválasztást, mely mindig jövedelmezőbb egyházba juttatta, jó hírnevének kell tulajdonítanunk. Hivatalos teendői mellett mindig jutott ideje arra, hogy az egyházmegyei gyűléseken is részt vegyen. Kartársai még ekkor csak a tehetséges egyházi embert ismerték benne, s mint ilyent a megtisztelő tanácsbírói állásra emelték; azt azonban senki sem sejtette, hogy a klassikusok fordításával is foglalkozik. Titkát az 1839. évi egyházkerületi közgyűlésen leplezte le; tehát azon évben, amikor a nála tíz évvel fiatalabb Szabó Istvánt, mint ügyes forditót Vörösmarty Mihály akadémiai tagságra ajánlotta. Homérosz Odüsszeájának és Lukianus Dialogusainak fordítását ekkor adta be az egyházkerületi közgyűlésnek, hogy megbírálván, a főiskola nyomdájában nyomassa ki, tiszta jövedelmét fölajánlván a főiskolának. A munkákat megbírálás végett kiadták Végh Mihály komáromi esperesnek. Az 1840. egyházkerületi közgyűlésre már a «megmagyarított Íliász első darabját» felküldte a fordító; most ennek bírálójául Hetényi János akadémiai rendes tagot kérte fel a közgyűlés. Míg a gyűlés határozott, Simony iszkaszentgyörgyi (Fejér megye) lelkész lett, s 1843-ban kérte a közgyűlést, hogy «fordítását nyomassa ki annál is inkább, hogy ő használta és hálásan elfogadta azon észrevételeket, melyeket Hetényi rájuk tett». Elmondja ebben Simony, hogy az Odüsszeiát kétszer, az Íliászt pedig négyszer írta le saját kezeivel; mire aztán 1844-ben elhatározták, hogy «ha 700 előfizető jelentkezik, először az Odyssea nyomattassék ki». A munka azonban mégis rejtve maradt, s 1847-ben «a tisztelt fordítónak visszaadatott», mint az egyházkerületi jegyzőkönyv mondja. Simony ezután félreállott fordításaival.
1847-ben a balatonhenyei egyház vitte Simonyt magához, ahol a csapások egyre érték; meghalt egyetlen fia, második nejétől elvált, kis leánya is meghalt. «Ezután vidám mulatságokban keresett szórakozást barátai körében. Simony ilyenkor elszavalta a haragvó Achilles valamelyik kitörését, vagy a fiát sirató Penelope búját. Az ilyen pillanatok vitték rá a búfelejtő mértéktelen használatára. 1851 nagyhetében, midőn Simony híveinek utolszor prédikált, Jézus jeruzsálemi diadalmenetéről tartotta a szent leczkét, melynek sikeres előadása után, szokása szerint egy nagy kancsó borral kiült a körtefa alá. Mire érte mentek, a szél megütötte».

## Prédikációi
A Különféle viszonyokra vonatkozó papi dolgozatokban (Kecskemét, 1856. VIII. füz. Jézus királyságáról, Jézus mennybemenetelén való örömünk okairól. A téli idő vizsgálásából származó hasznos és tudományteljes igazságokról, Az Isten hozzánk atyai indulattal viseltetik, A szőlőtőről és szőlőmunkásról, XI. 1858. Azon szülék boldogságáról, kik gyermekeik oktatásukról igaz lelkiismerettel gondoskodnak.

## Kézirati munkái
Kézirati munkái, melyek az ádándi református parókia padlásáról kerültek elő és melyet dr. Sebestyén Gyula az Egyetemes Philologiai Közlönyben ismertetett és életrajzzal kisért, a következők: Homérosz Odüszszeájja, magyarra fordítva Simony Imre által (mely pár lap híján az eposz I-XII. énekét tartalmazza), további kutatás után Sebestyén nyomába akadt az Odyssea befejező részének a Batrachomüamachiának és az Iliász második felének, meg a Lukianos dialógusai fordításának is. A vaskos kéziratok egyikén az 1840-ik év van megjelölve keltül.